# Ciutivka, Znameanka
Ciutivka (în ucraineană Чутівка) este un sat în comuna Țîbuleve din raionul Znameanka, regiunea Kirovohrad, Ucraina.

## Demografie
Componența lingvistică a localității Ciutivka
     Ucraineană (100%)
Conform recensământului din 2001, toată populația localității Ciutivka era vorbitoare de ucraineană (100%).